# Marguerite Chapman
Marguerite Chapman, född 9 mars 1918 i Chatham, New York, död 31 augusti 1999 i Burbank, Kalifornien, var en amerikansk skådespelare. Efter att ha arbetat som telefonist och fotomodell upptäcktes hon av Howard Hughes som ordnade en provfilmning åt henne. Hon kom till Hollywood 1939 och var kontrakterad hos Columbia Pictures under åren 1942–1948. Hon medverkade i runt 35 filmer för att på 1950-talet bli TV-skådespelare. Sin sista roll för TV gjorde hon 1977.
Chapman har tilldelats en stjärna på Hollywood Walk of Fame för arbete inom television.

## Filmografi (i urval)
- 1940 – Charlie Chan at the Wax Museum
- 1941 – Flottan går iland
- 1942 – Spy Smasher
- 1944 – Inga tecken på mord
- 1945 – Segraren
- 1946 – Motiv för mord
- 1948 – Västerns rovriddare
- 1949 – Gänget ordnar allt
- 1952 – Mördare i mörker
- 1955 – Flickan ovanpå